# Chalazion erinaceum
Chalazion erinaceum är en svampart som beskrevs av Doveri, Yei Z. Wang, Cacialli & Caroti 1998. Chalazion erinaceum ingår i släktet Chalazion och familjen Pyronemataceae.   Inga underarter finns listade i Catalogue of Life.